# Blarina brevicauda churchi
 Blarina brevicauda churchi es una subespecie de musaraña de la familia soricidae.

## Distribución geográfica
Se encuentra en Norteamérica: los Estados Unidos (Carolina del Norte y Tennessee).